# Terpsichore concinna
Terpsichore concinna là một loài thực vật có mạch trong họ Polypodiaceae. Loài này được (A.R. Sm.) A.R. Sm. miêu tả khoa học đầu tiên năm 1993.